# 英雄教室
『英雄教室』（えいゆうきょうしつ）は、新木伸による日本のライトノベル。イラストは森沢晴行が担当している。ダッシュエックス文庫（集英社）より2015年1月から刊行されている。2023年7月時点でシリーズ累計発行部数は170万部を突破している。
『ウルトラジャンプ』（集英社）にて水口鷹志によるコミカライズが2015年3月号から同年9月号まで連載された。『月刊少年ガンガン』（スクウェア・エニックス）にて岸田こあらによるコミカライズが2016年10月号から連載されている。スピンオフコミカライズも、『ガンガンONLINE』（スクウェア・エニックス）にて満月シオンによる『英雄教室 -ガールズミッション-』が2017年9月25日から2019年2月25日にかけて、『水曜日はまったりダッシュエックスコミック』（集英社）にて星野蒼一朗による『ハイスペックだよ! イオナちゃん』が2018年2月11日から2020年10月13日まで配信された。
2023年7月から9月までテレビアニメが放送された。

## あらすじ
強大なる魔王と対なす存在である「勇者」。偶発的にその才能を見いだされ、戦いの末、互いの痛み分けにより世界を救った勇者の少年「ブレイド」。
魔王との戦いの後遺症から勇者としての力をほとんど喪失した彼は、その過程の最中で生まれた夢であった”一般人”としての安息の生活を送れる、と期待を高らかにしていた。その後、知り合いの案内によって「ローズウッド学園」の生徒として、元勇者であると言うことは伏せて転入することとなったブレイド。しかしそこは、次世代の”英雄”を育成する王立学園都市であった。
英雄育成の学園に通う生徒たちはいずれも何かしらの際に秀でていたが、勇者としての力をほとんど発揮できなくとも英雄の範疇とも言える力を持つブレイドは、一般人としての力加減が分からずに振る舞ったため、圧倒的な実力に生徒が皆唖然とする。学園の生徒たちは次第にブレイドを「超生物」という二つ名で呼称するようになる。
主席の女帝、超常的な力を行使する少女、外からの来訪者、その他個性的な生徒たちとの触れ合いなど、破天荒とも言えるブレイドの普通ではない学園生活が始まるのであった。

## 登場人物
声の項は特記がない限りテレビアニメの声優。
ブレイド
声 - 川島零士 / 島﨑信長（オーディオドラマ）
本作の主人公。元勇者。髪が白と黒のツートンカラーでアホ毛がある。
口癖は「普通」。これは勇者であることを隠すために言っているのだが、あまり通用していない。
多くの友達を作るため、勇者であることを隠して学園に入学した。
赤子の時にどこかから拾われており、出生は一切不明。
拾われた直後から勇者として実践に投入され、常に戦いに明け暮れた生活を送り続けていたため、体は傷だらけであり、常識も殆ど教えられていない。
魔王と相打ちとなり重症を負ったため、現在は全力の15%までしか力を発揮できない。話が進むごとに力が戻ってきており、パーセンテージが上がっている。
アーネスト・フレイミング
声 - 山田美鈴 / 小松未可子（オーディオドラマ）
本作のヒロインの一人。ローズウッド学園の“女帝（エンプレス）”として、他の生徒から恐れられている名家フレイミング家の娘であり次期当主でもある。
赤髪のロングヘアーが特徴的で服装はピンクの戦闘服に黒タイツとピンクのブーツ。炎の魔剣使い。
序盤はプライド高い上に厳格な性格でツッコミ役だったが、ブレイドに助けられてから徐々に軟化し、国王が出す無茶ぶりに特に突っ込むことも無く順応したりしており、むしろブレイドやクラスメイト達にツッコまれる時がある。その反面、トラブルや有事に対して学園の生徒一同で立ち向かう際には陣頭指揮する優れたリーダーとしての素質も見せる。
ソフィ
声 - 東山奈央 / 山村響（オーディオドラマ）
本作のヒロインの一人。ローズウッド学園で、アーネストに続くナンバー2。「絶対零度の女王」の異名を持つ。ソフィは愛称であり、フルネームは「ソフィティア･フェムト」。
空色の髪で同色のケープにグレーの縦縞マフラーをしている。感情の起伏が少ない。素手での格闘を専門とする。
ブレイドの力を人工的に再現するために作られた人工勇者という存在。ただし完全な再現が出来なかったため失敗作として扱われている。
人間の都合で生まれた存在だが、ブレイドのことは特に恨んではいない。
後に他のソフィシリーズの五人を助ける為彼女の魂を自分の体に取り込み、六重人格のような状態となった。
人工勇者力を有しており、物理法則を捻じ曲げ、重力操作や時間停止を可能とする。
クーフーリン
声 - 木野日菜 / 久野美咲（オーディオドラマ）
本作のヒロインの一人。ローズウッド学園に襲来した人間の姿になれるベビードラゴン。人間としての姿として、金髪のツインテールで裾が広がったアラビアンパンツを着用している。
自分を倒したブレイドのことを「親（おや）さま」と呼んでいる。
子供らしく純粋な性格をしており、友達を欲しているが、ドラゴンの特性上強者以外友達と認めないため、クラスメイトの全員で戦い、クーフーリンを倒すことでクラスメイト達を友達として認めた。
イェシカ
声 - 白石晴香 / 内山夕実（オーディオドラマ）
ローズウッド学園の生徒。褐色の肌で鉄扇使い。自由奔放な性格で色気仕掛けでブレイドらをからかったりする。
国王（ギルガメッシュ・ソウルメイカー）
声 - 小山力也 / 三宅健太（オーディオドラマ）
現在はローズウッド学園の学園長にも就任。魔王との戦いを終えたブレイドを、学園に入学させた仕掛け人。
名君として名をはせたが、学園ではトラブルメーカーとして、面白半分で生徒たちに無茶ぶりを課したりする。
エルフィン
声 - 赤﨑千夏（オーディオドラマ）
アーネストが出会った少年。
マリア / マオ
声 - ブリドカットセーラ恵美
ローズウッド学園（下級クラス）に在籍している眼鏡をかけた女子生徒。魔法が得意だが気弱な性格なドジが多い。魔族と人間とのハーフであり普段は隠しているが、尖った形状の耳を持つ。マオはマリアの別人格であり、主人格のマリアとは正反対の貫禄と自信溢れる尊大な性格である。
その正体は魔王の娘。彼女の父とはかつてブレイドが討伐した魔王の事であり、人間との間に儲けた子供がマリアである。ローズウッド学園に在籍しているのも国王が天涯孤独となった彼女を発見、保護と監視を兼ねて入学させたのだった。
イオナ
声 - 内田彩
王立禁書図書館を護衛する人間態のコンピューターユニットの「ガーディアン」。
王立禁書図書館に侵入したブレイドを倒すため派遣されるが、あっさり倒される。その後コンピューターユニットを統括するマザーから切り捨てられ自爆装置を起動させられてしまうが、ブレイドが図書館にもう一度侵入し、マザーに「交渉」したことで自爆装置は停止。以後はクラスメイトの一人となる。
クレア
声 - 幸村恵理
ローズウッド学園に通う生徒。固有スキルは「復元」。黒髪でぱっつん前髪で切りそろえている。
クレイ
声 - 内田修一
上級クラスへの昇格を目指している男子生徒。本名はクレイド。剣使い。
カシム
声 - 大野智敬
下級クラスに在籍しているローズウッド学園の男子生徒。ナイフ使い。
レナード
声 - 高塚智人
ローズウッド学園の上級クラスに所属する生徒。ブレイドの同性の取り巻きの筆頭格。
金髪のロングヘアでブルーの戦闘服にブーツ。気障な色男だがナルシストの二枚目半。槍使い。
イライザ
声 - 小原好美
ローズウッド学園に在籍している生徒で、天才的な科学者。丸い眼鏡をかけている。
アスモデウス
声 - 稲田徹
フレイミング家に代々伝わる魔剣に宿る炎の魔人。
魔王
声 - 置鮎龍太郎
世界中の人々を恐怖に陥れていた存在で、強大な力の持ち主。ブレイドに倒された。
セイレーン
声 - 生天目仁美
ギルガメッシュ国王の側近。無駄に露出のある衣装。
女医
声 - 儀武ゆう子
ローズウッド学園に常駐する医者。白衣に黒ストッキング。
ディオーネ
声 - 石上静香
半人半馬の身体を持ったセントール族の女性。ブレイドと交流があり、共に戦ったことがある。
油断するとブレイドを「勇者殿」と呼びそうになる。
アルティア、カレン、ミリアム、レヴィア、シモーヌ
声 - 熊田茜音（アルティア）、七瀬彩夏（カレン）、依田菜津（ミリアム）、根本京里（レヴィア）、高田憂希（シモーヌ）
ソフィシリーズを魔法で倒そうとした部隊。

### ソフィシリーズ
アン
声 - 中村カンナ
武器は剣。
ドゥ
声 - 高森奈津美
武器は棍棒。粗暴な性格。
トロワ
声 - 青山吉能
武器は槍。ネガティブな性格。
カトル
声 - 会沢紗弥
武器は鎌。
サンク
声 - 稗田寧々
武器は素手。他の個体よりも精神年齢が低く、幼児のような性格。

## 既刊一覧

### 小説
- 新木伸（著） / 森沢晴行（イラスト） 『英雄教室』 集英社〈ダッシュエックス文庫〉、既刊15巻（2023年12月22日現在）
  1. 2015年1月28日第1刷発行（1月23日発売[15]）、ISBN 978-4-08-631022-2
  2. 2015年5月27日第1刷発行（5月22日発売[16]）、ISBN 978-4-08-631045-1
  3. 2015年9月30日第1刷発行（9月25日発売[17]）、ISBN 978-4-08-631069-7
  4. 2016年1月27日第1刷発行（1月22日発売[18]）、ISBN 978-4-08-631095-6
  5. 2016年5月30日第1刷発行（5月25日発売[19]）、ISBN 978-4-08-631113-7
  6. 2016年9月26日第1刷発行（9月21日発売[20]）、ISBN 978-4-08-631138-0
    - 「特装版」同日発売[21]、ISBN 978-4-08-631121-2

  7. 2017年1月30日第1刷発行（1月25日発売[22]）、ISBN 978-4-08-631166-3
    - 「限定版」同日第1刷発行（同日発売[23]）、ISBN 978-4-08-631153-3

  8. 2017年5月30日第1刷発行（5月25日発売[24]）、ISBN 978-4-08-631185-4
  9. 2017年9月27日第1刷発行（9月22日発売[25]）、ISBN 978-4-08-631203-5
  10. 2018年1月30日第1刷発行（1月25日発売[26]）、ISBN 978-4-08-631223-3
  11. 2018年7月30日第1刷発行（7月25日発売[27]）、ISBN 978-4-08-631250-9
  12. 2021年9月29日第1刷発行（9月24日発売[28]）、ISBN 978-4-08-631432-9
  13. 2022年7月27日第1刷発行（7月22日発売[29]）、ISBN 978-4-08-631479-4
  14. 2023年6月28日第1刷発行（6月23日発売[30]）、ISBN 978-4-08-631510-4
  15. 2023年12月22日発売[31]、ISBN 978-4-08-631534-0

### 漫画
- 新木伸（原作） / 水口鷹志（作画） 『英雄教室―炎の女帝―』 集英社〈ヤングジャンプコミックス・ウルトラ〉、2015年9月18日発売[32]、ISBN 978-4-08-890299-9
- 新木伸（原作） / 森沢晴行（キャラクター原案） / 岸田こあら（作画） 『英雄教室』 スクウェア・エニックス〈ガンガンコミックス〉、既刊21巻（2025年5月12日現在）
  1. 2017年1月25日初版発行（同日発売[33]）、ISBN 978-4-7575-5229-6
  2. 2017年7月22日初版発行（同日発売[34]）、ISBN 978-4-7575-5406-1
  3. 2018年1月22日初版発行（同日発売[35]）、ISBN 978-4-7575-5585-3
  4. 2018年5月22日初版発行（同日発売[36]）、ISBN 978-4-7575-5717-8
  5. 2018年11月22日初版発行（同日発売[37]）、ISBN 978-4-7575-5909-7
  6. 2019年3月22日初版発行（同日発売[38]）、ISBN 978-4-7575-6050-5
  7. 2019年9月12日初版発行（同日発売[39]）、ISBN 978-4-7575-6283-7
  8. 2020年2月12日初版発行（同日発売[40]）、ISBN 978-4-7575-6496-1
  9. 2020年6月12日初版発行（同日発売[41]）、ISBN 978-4-7575-6678-1
  10. 2020年10月12日初版発行（同日発売[42]）、ISBN 978-4-7575-6893-8
  11. 2021年2月12日初版発行（同日発売[43]）、ISBN 978-4-7575-7087-0
  12. 2021年6月11日初版発行（同日発売[44]）、ISBN 978-4-7575-7314-7
  13. 2021年10月12日初版発行（同日発売[45]）、ISBN 978-4-7575-7524-0
  14. 2022年3月11日初版発行（同日発売[46]）、ISBN 978-4-7575-7805-0
  15. 2022年8月10日初版発行（同日発売[47]）、ISBN 978-4-7575-8073-2
  16. 2023年6月12日初版発行（同日発売[48]）、ISBN 978-4-7575-8607-9
  17. 2023年7月12日初版発行（同日発売[49]）、ISBN 978-4-7575-8657-4
  18. 2023年9月12日初版発行（同日発売[50]）、ISBN 978-4-7575-8783-0
  19. 2024年4月12日初版発行（同日発売[51]）、ISBN 978-4-7575-9147-9
  20. 2024年10月10日発売[52]、ISBN 978-4-7575-9466-1
  21. 2025年5月12日発売[53]、ISBN 978-4-7575-9845-4
- 新木伸（原作） / 森沢晴行（キャラクター原案） / 満月シオン（作画） 『英雄教室 -ガールズミッション-』 スクウェア・エニックス〈ガンガンコミックスONLINE〉、全2巻
  1. 2018年5月22日発売[54]、ISBN 978-4-7575-5718-5
  2. 2019年3月22日発売[55]、ISBN 978-4-7575-5910-3
- 新木伸（原作） / 森沢晴行（キャラクター原案） / 星野蒼一朗（作画） 『ハイスペックだよ! イオナちゃん』 集英社〈ヤングジャンプコミックス〉、全2巻
  1. 2019年1月18日発売[56]、ISBN 978-4-08-891150-2
  2. 2020年12月18日発売[57]、ISBN 978-4-08-891809-9

## テレビアニメ
2021年9月にアニメ化企画進行中であることが発表され、2023年7月から9月までTOKYO MXほかにて、全12話が放送された。パッケージ版では各巻でOVAが1話ずつ付属する。

### スタッフ
- 原作 - 新木伸『英雄教室』（集英社ダッシュエックス文庫刊）[9]
- イラスト - 森沢晴行[9]
- 監督 - 川口敬一郎[9]
- 副監督 - 中野英明[60]
- シリーズ構成・脚本 - ハヤシナオキ[9]
- キャラクター原案 - 岸田こあら
- キャラクターデザイン・総作画監督 - 川村幸祐[9]
- 衣装デザイン・総作画監督 - 小島えり[60]
- メインプロップデザイン - 実原登[60]
- モンスター・メカデザイン - 森木靖泰、松田未来[60]
- 小物デザイン - あきづきりょう[60]
- 色彩設計 - 原田幸子[60]
- 美術監督 - E・カエサル[60]
- 美術監修 - 東潤一[60]
- 美術 - 田中伸哉[60]
- 美術設定 - 深井亮太[60]
- 背景 - スタジオイースター[60]
- 3Dディレクター - 遠藤誠[60]
- 2Dワークス・CGプロデューサー - 永井努[60]
- 撮影監督 - 棚田耕平[60]
- 特殊効果 - 鳴河美佳[60]
- 撮影 - グラフィニカ[60]
- 編集 - 定松剛[60]
- 音響監督 - 山口貴之[60]
- 音響効果 - 安藤由衣[60]
- 録音調整 - 齋藤栞[60]
- 音響制作 - 神南スタジオ[60]
- 音楽 - 中川幸太郎[60]
- 音楽制作 - ランティス[60]
- 音楽プロデューサー - 手塚祐貴
- チーフプロデューサー - 近藤文吾、外川明宏、Juno Shin、小玉慶太、関根陽一
- プロデューサー - 鳥居玲、長谷川嘉範、Ereka Wang、渡辺真弓、木村康貴、手塚祐貴
- アニメーション制作プロデューサー - 丸山俊平、吉本雅一、眞庭健蔵
- アニメーション制作 - アクタス[9]
- 製作 - バンダイナムコフィルムワークス、ムービック、テンセントジャパン、集英社、スクウェア・エニックス、バンダイナムコミュージックライブ

### 主題歌
「Bravery? Naturally?」
樋口楓によるオープニングテーマ。作詞はRUCCA、作曲・編曲は光増ハジメ。
「Another Self」
熊田茜音によるエンディングテーマ。作詞は結城アイラ、作曲は久保田真悟と栗原暁と前田佑、編曲は久保田真悟と前田佑。
挿入歌
「ありがとう」
アーネスト(CV 山田美鈴)によるBlu-ray 第2巻 OVA「バンドやろうぜ！」挿入歌。作詞・作曲はきただにひろし。

### 各話リスト
| 話数   | サブタイトル                        | 絵コンテ          | 演出              | 作画監督 | 総作画監督        | 初放送日      |
| ------ | ----------------------------------- | ----------------- | ----------------- | --- | ----------------- | ------------- |
| 第1話  | アーネスト                          | 川口敬一郎        | 川口敬一郎        | 北條真純 | 川村幸祐          | 2023年 7月9日 |
| 第2話  | ソフィ                              | 中野英明          | 中野英明          | 村上直紀 渡辺健一 柴田ユウジ 𠮷田肇 しまだひであき 飯飼一幸 服部憲知                                                   | 川村幸祐          | 7月16日       |
| 第3話  | クーフーリン                        | 高田淳            | 臼井貴彦          | 田中克憲 篠原健二 北條真純 日根野優子 実原登 西尾公伯 伊藤岳史 谷口ごー 胡啓年 皮程越 盧雯琳 王晶 張礼珍 孫悦          | 川村幸祐          | 7月23日       |
| 第4話  | ローズウッド学園の訓練              | 島津裕行          | 工藤寛顕          | 小島えり | 川村幸祐          | 7月30日       |
| 第5話  | 魔王の娘                            | 川口敬一郎 高田淳 | 吉本雅一          | 小島えり Triple A | 小島えり 川村幸祐 | 8月6日        |
| 第6話  | 将軍と怪鳥                          | 島津裕行          | 大久保亮 中野英明 | 石動仁 神田岳 ごとうじゅんじ 清水勝祐 渡辺はるか 谢雨朦 王佳涵 鑫月                                                    | 川村幸祐          | 8月13日       |
| 第7話  | ローズウッド学園の青春              | 中野英明          | 霜鳥孝介          | 高橋晃 遠藤香 | 川村幸祐          | 8月20日       |
| 第8話  | 人間未満                            | 臼井貴彦          | 臼井貴彦          | 田中克憲 北條真純 川口弘明 藤谷奈美 檜垣彰子 西尾公伯                                                                  | 川村幸祐          | 8月27日       |
| 第9話  | 超生物討伐委員会                    | 中野英明          | 嵯峨敏            | Zearth Sato 紺野みすみ 山根あおい 阿部可奈子 岩崎隼平 月乃むあ 白井英治 石田啓一 星月動画 寧波麦冬映画 鬼冢塵葬 萩原旭 | 川村幸祐          | 9月3日        |
| 第10話 | 俺よりうまいものに遭いに行く        | 大平直樹          | 工藤寛顕          | 実原登 田中克憲 米田雄哉 石動仁 神田岳 ごとうじゅんじ 清水勝祐 毛 渡辺はるか Triple A STUDIO CAT                       | 川村幸祐          | 9月10日       |
| 第11話 | ソフィシリーズ（前編）              | 大平直樹          | 吉本雅一          | Triple A 米田雄哉 小島えり                                                                                             | 小島えり 川村幸祐 | 9月17日       |
| 第12話 | ソフィシリーズ（後編）              | 川口敬一郎        | 中野英明          | 西尾公伯 北條真純 田中克憲 中澤あこ 実原登 服部憲知                                                                    | 川村幸祐          | 9月24日       |
| OVA1   | 真のテルマエ                        | 中野英明          | 吉本雅一          | 米田雄哉 北條真純 小島えり                                                                                             | 川村幸祐          | -             |
| OVA2   | バンドやろうぜ                      | 中野英明          | 中野英明          | 西尾公伯 | 川村幸祐          | -             |
| OVA3   | ソフィさんちの ごくあたりまえの食卓 | 中野英明          | 中野英明          | 米田雄哉 実原登 田中克憲                                                                                               | 川村幸祐          | -             |

### 放送局
| 放送期間                | 放送時間                     | 放送局     | 対象地域 | 備考                                 |
| ----------------------- | ---------------------------- | ---------- | -------- | ------------------------------------ |
| 2023年7月9日 - 9月24日  | 日曜 23:00 - 23:30           | TOKYO MX   | 東京都   |                                      |
| 2023年7月10日 - 9月25日 | 月曜 0:00 - 0:30（日曜深夜） | KBS京都    | 京都府   |                                      |
|                         | 月曜 0:30 - 1:00（日曜深夜） | サンテレビ | 兵庫県   |                                      |
|                         | 月曜 23:30 - 火曜 0:00       | BS日テレ   | 日本全域 | BS/BS4K放送 / 『アニメにむちゅ〜』枠 |
| 2023年7月11日 - 9月26日 | 火曜 23:00 - 23:30           | AT-X       | 日本全域 | CS放送 / 字幕放送 / リピート放送あり |

| 配信開始日    | 配信時間                   | 配信サイト |
| ------------- | -------------------------- | --- |
| 2023年7月9日  | 日曜 23:30 更新            | dアニメストア |
| 2023年7月12日 | 水曜 23:30 更新            | アニメタイムズ（ Amazon Prime Video チャンネル） アニメ放題 Amazon Prime Video ABEMA DMM TV バンダイチャンネル Hulu U-NEXT Lemino |
| 2023年7月13日 | 木曜 0:00（水曜深夜） 更新 | auスマートパスプレミアム J:COMオンデマンド メガパック TELASA milplus                                                              |

### BD
| 巻 | 発売日        | 収録話         | 規格品番  |
| -- | ------------- | -------------- | --------- |
| 1  | 2024年1月26日 | 第1話 - 第4話  | BCXA-1772 |
| 2  | 2024年2月28日 | 第5話 - 第8話  | BCXA-1773 |
| 3  | 2024年3月27日 | 第9話 - 第12話 | BCXA-1774 |